# NGC 526
NGC 526 — це пара взаємодіючих галактик у сузір'ї Скульптора.Обидві галактики є лінзоподібними і класифікуються як S0 галактики. Цю пару вперше відкрив Джон Гершель 1 вересня 1834 року.